# 九巴屯門車廠

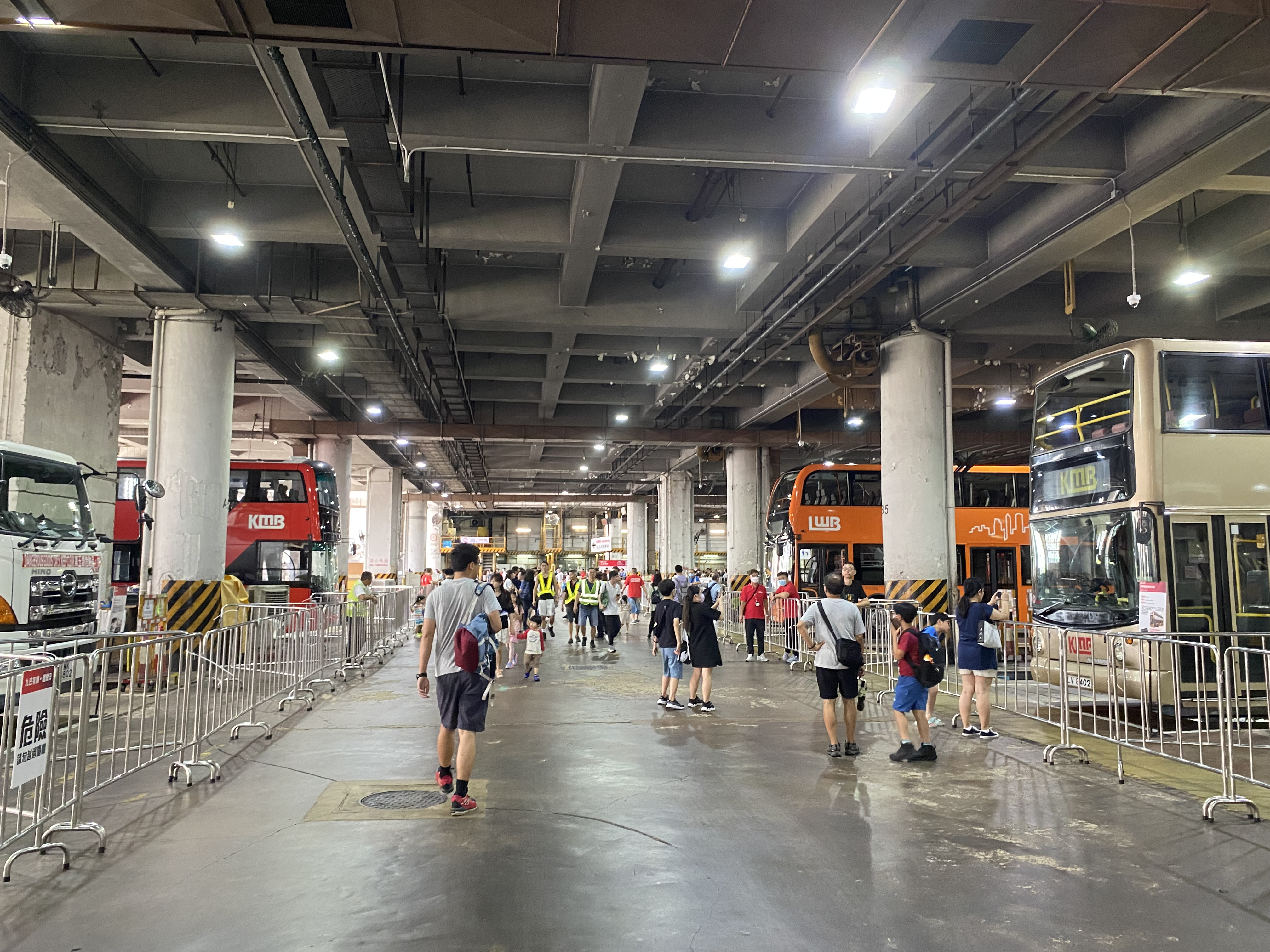
九巴屯門車廠內貌

九巴屯門車廠（KMB Tuen Mun Depot），俗稱81廠或兜廠，公司車廠代號TMD-TM，位於香港新界屯門第79、80、81號和毗連政府土地，即建豐街1號及建榮街1號，地盤面積約400751平方呎，當中約181721平方呎為政府土地，屯門總修中心的對面，廠徽為U。
屯門車廠內只有一座樓高6層的辦公室大樓，其餘用地皆為泊車場，為九巴唯一沒有泊車大樓的主廠。主要管轄範圍為新界西北。部份行走屯門區、元朗區及北區的龍運巴士路線車輛亦隸屬該廠。
屯門車廠內設有車胎翻新部，是目前全港最大規模的巴士車胎翻新工場，翻新工序更採用ISO9001國際標準，進一步保護環境。2011年全年共翻新31,000條車胎，車隊中超過60%是使用翻新輪胎。
車廠東面為前九巴屯門車身裝嵌廠，曾是九巴及龍運組裝新巴士的工場，2010年將該土地售予母公司載通旗下附屬公司TM Properties Investment，作價一億一千多萬元，2011年3月起出租予嘉士伯香港有限公司至2016年3月，其後轉租予給維他奶公司。
除了屯門車廠及隔鄰的車場可供泊車外，還有屯門南廠、元朗車廠、天水圍車廠及屯赤隧道車廠供轄下車輛停泊。

## 歷史
1974年7月2日，九巴在政府土地拍賣中以853萬港元投得屯門市地段81號，以興建屯門車廠，並於1979年啟用。屯門車廠取代第一代元朗車廠，沿用舊元朗車廠的廠徽，而U是取自元朗區（Un Long/ün Long）的威妥瑪舊粵語拼音。初期管轄地區除屯門、元朗及天水圍區外，更管轄北區及大埔區巴士車務及車輛，並先後設立上水車廠、大埔車廠及曾經設立上水彩順廠，使屯門車廠一度成為九巴管轄範圍最廣及管轄車輛最多的車廠（當時除沙田區、西貢區、荃灣區及葵青區，新界其餘各區車務均由屯門車廠負責）。此情況直至2009年3月1日九巴將北區及大埔區巴士車務撥歸沙田車廠管轄為止（龍運巴士A43線由屯門車廠轄下的元朗分廠派車的更份卻不受影響）。
2010年10月29日，隨著最後一輛隸屬該廠的非空調巴士（利蘭奧林比安，車隊編號S3BL435，車牌號碼FU7371）退役，屯門車廠正式全空調化，成為九巴轄下首間全空調化車廠。2016年12月24及27日，隨着最後四輛非低地台巴士（丹尼士巨龍9.9米）由屯門先後東遷荔枝角車廠繼續服役，本廠因而成為九巴首間全低地台化車廠。
為減低深夜屯門車廠輪候入油時間，以及縮短車長工時，屯門車廠在2013年3月24日在部份路線共60輛巴士試行在屯門海華路埃索油站入油，然後停泊在九巴屯門南廠。而目前則改用掃管笏路中石化油站入油，是唯一實行該措施的車廠。
2015年5月起，屯門車廠內開設了「759阿信屋」員工優惠站及理髪店，並提供員工優惠。
為善用資源，由2015年9月起屯門車廠轄下車輛日常維修改由屯門總修中心進行。
2020年3月，時值COVID-19肆虐全球，口罩需求量急增，九巴母公司載通國際宣佈自資在屯門車廠內設立口罩生產線，預計4月投產，每日可以生產最少一萬個口罩，將派發給旗下員工內部使用。傳訊及公共事務部主管林子豪指公司九千名前線員工需要長時間接觸公眾，口罩需求量龐大，公司雖曾預購多萬個口罩，但都未能如期到貨，最後決定在屯門車廠內設置一條全自動口罩生產線。即使疫情結束，集團仍會恆常生產口罩，盼口罩可做到自給自足。
2021年4月，九巴把屯門車廠6樓全層出租予「345迷你倉」營運迷你倉出租業務。

## 管轄車輛
屯門車廠雖為九巴管理車輛型號最少的車廠，但擁有龐大的德國車隊，大部份由德國生產的車輛（尤其猛獅車輛）均入籍屯門車廠(24輛Neoplan Centroliner由九龍灣車廠管轄)，亦使屯門車廠成為目前擁有德國車型最多的車廠。九巴旗下所有由猛獅出品(及猛獅旗下大部份利奧普蘭)的雙層巴士均由屯門車廠一手管理，包括24.310、2003年NEOMAN A34及2015年A95。屯門車廠亦曾經管理1985年「車王」平治O305及大部份2009年斯堪尼亞K310UD(已於2012年調往荔枝角車廠)。
由於屯門及元朗所在位置為新界西端，連接市區的道路多為快速公路(亦有輔助道路，如青山公路)，亦因此屯門車廠轄下大部份路線，不論為鐵路接駁線，或市區聯絡快線，甚至新界區路線，均為途經快速公路的長途路線。因應九巴要求行駛高速公路線(尤其運輸署訂立的快速公路路段)的巴士配置較省油的ZF波箱，多部配置Voith波箱的Enviro 50012米(亦包括Enviro 500 MMC，ATENU)、丹尼士巨龍11米（AD）及富豪奧林比安11米（AV）由屯門車廠調往九巴其餘三間車廠行走其他路線，以換入多部配置ZF波箱的用車，包括歐盟五型版富豪B9TL12米（AVBWU），Enviro 500 MMC及富豪B8L(AVBML1,V6B)

## 未來發展
九巴於1970年代先後購入屯門工業區3幅地皮作車廠及維修中心，經過30多年營運後，車廠不但可用作倉庫出租圖利，政府最近擬將車廠用地改劃為住宅及商業用途。
2022年3月九巴向城規會提供申請，將九巴屯門車廠以及毗鄰的貨倉和嘉栢中心一期改建為三幢商業大廈，計劃興建3幢27至32層、另設3至4層地庫的商廈，涉及樓面約208萬方呎。

## 轄下車廠

### 元朗車廠
九巴元朗車廠（KMB Yuen Long Depot），公司車廠代號TMD-UL，是屯門車廠（U）的其中一個衛星車廠。位於元朗市東頭工業區，分為新元朗廠、宏樂廠及宏利廠。
新元朗廠設於福宏街10號，鄰近元朗工業邨巴士總站；宏樂廠設於宏樂街近宏富街，面積約4,200平方米，是配合新東頭廠之地皮被政府收回而設。及後，九巴申請將宏利街近宏樂街及元朗污水處理廠的一幅面積約7,300平方米的停車場用地改建，是為宏利廠。

#### 概況
八十年代，元朗及天水圍新市鎮急速發展，巴士服務日益完善，因此九巴重新在元朗設置衛星車廠，方便區內車務路線安排。東頭廠於1992年啟用，直至2014年12月23日被新元朗廠取代；新東頭廠則於2001年啟用，直至2012年7月11日中午起被位於元朗工業邨的宏樂廠取代；宏利廠則於2013年5月19日啟用，以配合天水圍車廠加建加油設施、維修區及洗車區而令停車位數目減少而設立。新元朗廠於2014年12月23日啟用，取代已被政府收回的東頭廠。新元朗廠、宏樂廠及宏利廠皆以短期租約形式批出。位於天水圍天柏路的天水圍車廠屬於元朗車廠轄下泊車場，供行走元朗區的車輛停泊。
新元朗廠設有停車位、加油設施、維修區及洗車區；宏樂廠及宏利廠則只有停車位。
東頭廠存放了2輛利蘭奧林比安非空調巴士（S3BL213及S3BL271）作貨倉之用。但東頭廠關閉前夕，九巴決定不保留該兩輛巴士至新車廠，以招標形式出售。
九巴屯門車廠的前身為元朗車廠，舊址即今元朗廣場。

#### 管轄範圍
目前元朗車廠主要負責管轄以元朗區為終點站的巴士路線車輛及車長，但以天慈為總站的N269線只有一個字軌屬元朗車廠派車；此外，元朗車廠亦兼顧以北區聯和墟為終點站之龍運巴士路線A43線的部份車輛。

#### 相關事件
- 2020年1月5日早上9時許，一輛停泊在元朗車廠的Enviro500 MMC（ATENU129，車牌號碼SH963）突然著火冒煙，全車嚴重焚毀，無人受傷。[16][17]

### 天水圍車廠
九巴天水圍車廠位於天水圍天柏路、天水圍游泳池對面，鄰近天慈邨，即第14區，是屯門車廠的衛星車廠，亦是元朗車廠轄下的停車場。

#### 概況
早期車廠面積為10,900平方米，擴建部份佔地2,180平方米，合計13,080平方米。 
車廠於1995年啟用，面積為10,900平方米。
2000年，政府加批第13區用地給九巴，與早期用地相鄰，面積2,180平方米。
天水圍車廠早期只設有停車位，其後加建加油設施、維修區及洗車區。

#### 運作
天水圍車廠只是一個車場，早更或特別更車長不論駕駛路線是於本區或另區開工，均須在指定簽到時間前到達元朗車廠派更部簽到（拍卡），再直接於元朗車廠或乘員工接送車到天水圍車廠取車。

#### 相關事件
2008年3月31日凌晨，天水圍車廠有10輛雙層巴士起火，火勢猛烈，多次傳出爆炸聲，消防員出動5條喉將火救熄，認為起火原因無可疑，相信是1輛亞歷山大丹尼士Enviro 500巴士（ATE180，車牌號碼LN5481）電線短路引致機件過熱引起，事件中無人受傷。傳聞事故發生時火場附近有多輛巴士，由廠務人員駛離火場，其中2輛超級奧林比安12米巴士（KH3743及JZ5727）因太接近火場無法駛走，不過損毀輕微，兩者其後復出行走至2019年才退役；然而其餘8輛因嚴重受損無法修復而報廢，並於2008年7月3日取消車輛登記、2008年8月上旬由工作人員移走或拆卸全部殘骸，事後有八部丹尼士巨龍11米雙層空調巴士（AD4、AD5、AD6、AD8、AD10、AD13、AD15、AD18）因此獲得續牌。（無綫新聞報道片段（页面存档备份，存于））
事件中的巴士和受損情況：
| 原掛牌線 | 車牌   | 車隊編號 | 車型                                          | 受損情況                                                                                         |
| -------- | ------ | -------- | --------------------------------------------- | ------------------------------------------------------------------------------------------------ |
| 276A     | KH3743 | 3ASV263  | 超級奧林比安12米，ALX500車身                  | 輕微損毀，部分車身被燻黑，復出後於2019年11月15日正式除牌退役為止。                               |
| 69X      | JG5355 | 3ASV49   | 超級奧林比安12米，ALX500車身                  | 車廂嚴重燒毀，骨架燒至扭曲變形，直接退役。                                                       |
| 269D     | HX7649 | ATR54    | 丹尼士三叉戟型12米，Duple Metsec DM5000車身   | 避震彈簧嚴重燒毀，車身傾側，車廂損毀，直接退役。                                                 |
| 69X      | LP771  | AVW55    | 超級奧林比安12米，Wright Explorer 車身        | 車廂被炸毀，僅部分車頭可以辨認外，車身嚴重燒毀，直接退役。                                       |
| 68X      | LN5481 | ATE180   | 亞歷山大丹尼士Enviro 500                      | 相信為起火源頭，車廂完全焚毀，全車只剩餘一堆車身支架、座椅支架，底盤嚴重損毀，直接退役。         |
| 264M     | JK6249 | ATS36    | 丹尼士三叉戟型10.6米，Duple Metsec DM5000車身 | 車廂完全焚毀，全車只剩餘一堆車身支架、座椅支架，底盤嚴重損毀，直接退役。                         |
| 68X      | HR8939 | ATR358   | 丹尼士三叉戟型12米，ALX500車身                | 車廂完全焚毀，全車只剩餘一堆車身骨架、座椅支架，底盤嚴重損毀，直接退役。                         |
| 269D     | JM8323 | ATR195   | 丹尼士三叉戟型12米，Duple Metsec DM5000車身   | 車廂被炸毀，只有車頭部分尚算完整，車身骨架及車廂嚴重燒毀，車身傾側，直接退役。                   |
| 63X      | KK2883 | 3ASV311  | 超級奧林比安12米，ALX500車身                  | 車廂嚴重燒毀，車身右邊有八成被燒光，直接退役。                                                   |
| 276A     | JZ5727 | 3ASV140  | 超級奧林比安12米，ALX500車身                  | 輕微損毀，部分車身被燻黑，復出後於2019年4月2日正式除牌退役為止；退役後捐贈予天水圍循道衛理中學。 |

### 屯門南車廠
九巴屯門南車廠（KMB Tuen Mun (South) Depot）是屯門車廠轄下的停車場，位於屯門（海皇路+輕鐵屯門泳池站對面），毗鄰城巴屯門車廠。

#### 簡介及歷史
第一代屯門南廠位於友愛（南）巴士總站附近，在2001年因政府收地興建海典軒而停用，現時在輕鐵豐景園站與友愛（南）巴士總站之間的空地仍然留有當時第一代屯門南廠的劃線泊位（此土地於2010年左右轉為政府土地，大約2020年轉為綠化土地）。
現時使用的屯門南廠為第二代,前身為貨櫃場，在2001年開始使用，佔地約20,000平方米，主要用途為停泊屯門區區內大部份路線的車輛、更換區內巴士的車輛廣告（靠近海皇路一方）以及停泊已退役／暫停服務的屯門車廠巴士。
屯門南廠存放了一輛丹尼士巨龍11米空調巴士（AD223）及一輛尼奧普蘭A34空調巴士（LE4612）作貨倉及辦公室之用。而屯門南廠目前正進行改裝工程，預計將來會增設入油設施。

#### 運作
屯門南車廠運作初期只是一個車場，早更或特別更車長不論駕駛路線是於本區或另區開工均須於指定簽到時間前到達屯門車廠派更部簽到（拍卡），再直接於屯門車廠或乘員工接送車到屯門南廠取車。為節省車長工作時間，九巴其後在屯門南車廠增設查閱車長值勤資料的系統，車長能直接在該廠簽到及取車。

#### 未來發展
根據《香港規劃標準與準則》，屯門區在2024年應設置兩個運動場，但區內標準運動場目前只有鄧肇堅運動場，其過去平均使用率經常為百分之一百。
當局早於2009年計劃在屯門第16區一幅面積約5.79公頃的土地，興建一個最高可提供5000個座位的地區運動場，該幅土地現時為九巴及城巴的臨時巴士車廠、建造業訓練局屯門訓練場及公眾停車場。
因應屯門區議會及區內學校、體育總會和社區對運動場的訴求，康文署一直積極籌劃「屯門第16區運動場及休憩用地」項目，而有關項目已納入行政長官《2017年施政報告》 的體育及康樂設施五年計劃內。
有屯門區議員坦言，該區對於使用該幅土地感到矛盾，因該幅大型用地多年來一直用作巴士和公眾停車場，暫時也不知道土地改變用途後，車輛可改到何處停泊，擔心地區違泊問題日後因此加劇。

#### 相關事件
- 2016年12月16日上午11時38分，一輛富豪超級奧林比安（3ASV33，車牌號碼JF8911）在九巴屯門南車廠內撞向一輛正在倒車泊位的Neoplan Centroliner（AP147，車牌號碼KR7723），兩車車頭損毀、擋風玻璃甩脫。
- 2017年8月10日，一輛丹尼士三叉戟10.6米巴士（ATS20，車牌號碼JK1534）於屯門南車廠內發生交通意外，車頭損毀。肇事巴士事後因17年車齡而不獲修復，已於同月17日正式除牌。

### 屯赤隧道車廠
九巴屯赤隧道車廠（KMB Tuen Chek Tunnel Depot）是屯門車廠轄下的停車場，位於屯門望后石近屯門赤鱲角隧道公路原有收費站空地，現時停泊未出牌的巴士。

#### 簡介及歷史
轉車站旁邊空地為原有收費站位置，政府於2019年在施政報告中提出豁免兩條未落成（屯門赤鱲角隧道及將軍澳藍田隧道）的新隧道收費，因此將已興建的收費站設施拆除。為善用閒置土地，政府於2020年4月稱擬劃出部分原用作收費站的土地，在短至中期內用作專營巴士車廠及停泊之用，當中位於往屯門方向轉車站前的屯赤隧道原收費廣場的巴士車廠，名為「A廠」，於2021年9月10日啟用；而位於往赤鱲角方向一邊的「C廠」，則尚未啟用。